# Wahlkreis Südsavo
Der Wahlkreis Südsavo (zuletzt Wahlkreis 09) war von 1907 bis 2011 einer von 15 bzw. 16 finnischen Wahlkreisen für die Wahlen zum finnischen Parlament. Er bestand aus der Landschaft Südsavo. Bei den Parlamentswahlen stehen jedem Wahlkreis orientiert an der Einwohnerzahl eine bestimmte Anzahl von Mandaten im Parlament zu, dem Wahlkreis Südsavo standen von 1907 bis 1916 14 Sitze zu, 1917 bis 1999 fiel diese Zahl von 13 Sitzen bis auf 8 Sitze. Bei den Wahlen von 2003 bis 2011 entfielen auf Südsavo nur noch 6 Sitze. Zur Wahl 2015 wurde der Wahlkreis mit dem Wahlkreis Kymi zum Wahlkreis Südostfinnland zusammengelegt.